# Marighella
Marighella ist eine brasilianische Filmbiografie der Produktionsfirma O2 Filmes aus dem Jahr 2019 über den Revolutionär Carlos Marighella und zugleich das Regiedebüt von Wagner Moura. Der Spielfilm lief im Wettbewerb der Internationalen Filmfestspiele Berlin 2019.

## Handlung
Brasilien nach dem Militärputsch von 1964. Da die Mehrheit der Bevölkerung anscheinend die Diktatur unterstützt, lehnt die Partei des Kommunisten Marighella vorerst jeglichen Widerstand ab. Marighella jedoch überfällt mit mehreren Gleichgesinnten einen Zug, um Waffen zu erbeuten und damit gegen die Militärdiktatur zu kämpfen. Der Plan gelingt, jedoch schon die zweite Aktion, der Überfall auf eine Bank, gerät zum Fiasko. Eine der Geiseln zieht hinterrücks eine Waffe und kann einen der Verschwörer schwer verletzen, bevor er selbst niedergeschossen wird. Die Medien stellen die Angreifer als Kriminelle dar und berichten weder über die verteilten Flugblätter noch die politische Motivation der Angreifer. Dies und der brutale Terror der Geheimpolizei veranlasst die Verschwörer zu ebensolchem rücksichtslosen Vorgehen. Der US-amerikanische Botschafter, der die Putschisten unterstützt, wird vor seinem eigenen Haus von den Verschwörern erschossen. Weil dies vor den Augen von dessen 8-jährigem Sohn geschah, entsteht ein Streit über die eigenen Methoden. Das hat zur Folge, dass die Geheimpolizei den von Skrupeln befallenen Verschwörer festnehmen und den anderen eine Falle stellen kann, was deren Personenzahl weiter dezimiert. Inzwischen hat die kommunistische Partei ihren Standpunkt geändert und unterstützt Marighellas Leute bei der öffentlichen Darstellung. Ein Radiosender kann kurzfristig „gekapert“ werden und eine Zeitung verbreitet das damit gesendete Manifest. Entgegen Marighellas Anweisung zum kurzfristigen „Stillhalten“ entführen seine Leute eigenmächtig den neuen US-Botschafter, doch zugleich gelingt es dem Geheimdienst, den Unterschlupf mehrerer Verschwörer ausfindig zu machen und diese auszuschalten. Marighella, der seinen Sohn zu dessen Sicherheit ins Ausland geschickt hatte, will diesen nach längerer Zeit wiedersehen. Er bittet dafür einen befreundeten katholischen Geistlichen um Hilfe. Dem dabei gelegten Hinterhalt kann er zwar entkommen, doch beim erneuten Zusammentreffen mit dem gefolterten Geistlichen wird er vom Geheimdienst exekutiert.

## Kritik
Fabian Wallmeier vom RBB sah „ein weitgehend ungebrochenes Helden-Epos, das sich zäh über seine zweieinhalb Stunden zieht.“.
Kai Müller schreibt im Tagesspiegel: „Was als traurige Geschichte über die fatale Eigendynamik der Gewalt angelegt ist, wird bald zu einem Rache-Drama zwischen Marighella und seinem Jäger, Kommissar Lúcio.“ Zugleich kritisiert er: „Alle sind immerfort furchtbar gerührt, während sie im nächsten Moment ihre Waffen zücken und sich wilde Schießereien mit ihren Verfolgern von der Staatspolizei liefern. Das ist revolutionärer Kitsch.“.